# Phumosia keiseri
Phumosia keiseri este o specie de muște din genul Phumosia, familia Calliphoridae, descrisă de Zumpt în anul 1962.
Este endemică în Madagascar. Conform Catalogue of Life specia Phumosia keiseri nu are subspecii cunoscute.